# Hexatoma (Eriocera) aequinigra
Hexatoma (Eriocera) aequinigra is een tweevleugelige uit de familie steltmuggen (Limoniidae). De soort komt voor in het Palearctisch gebied.